# Anic
ANIC SpA, acronyme de Azienda Nazionale Idrogenazione Combustibili (Entreprise nationale d'hydrogénation de combustibles), était une société nationale italienne spécialisée dans la pétrochimie, créée en 1936 par Agip, sa filiale AIPA et Montecatini. La société sera intégrée dans le groupe ENI lors de sa création en 1953.

## Histoire
La création de la société ANIC SpA remonte à 1936, en pleine période fasciste avec le Duce Mussolini qui prônait l'autarcie complète en Italie. Ce sont les sociétés Agip et AIPA, en collaboration avec Montecatini qui, pour produire des carburants de substitution au pétrole par l'hydrogénation du charbon dans les raffineries de Livourne et Bari, décidèrent de créer l'ANIC. 
Entre 1949 et 1951, Agip avait signé une convention avec la Fédération Agricole Italienne, Federconsorzi, pour l'implantation d'une nouvelle usine ANIC à Ravenne, en pleine zone agricole sur le delta du Pô qui serait spécialisée dans la production d'engrais. En 1953, quand l'ENI a été créé, les parts détenues par Agip dans l'ANIC lui ont été cédées. L'ENI a également racheté un peu plus tard toutes les parts détenues par Montecatini.

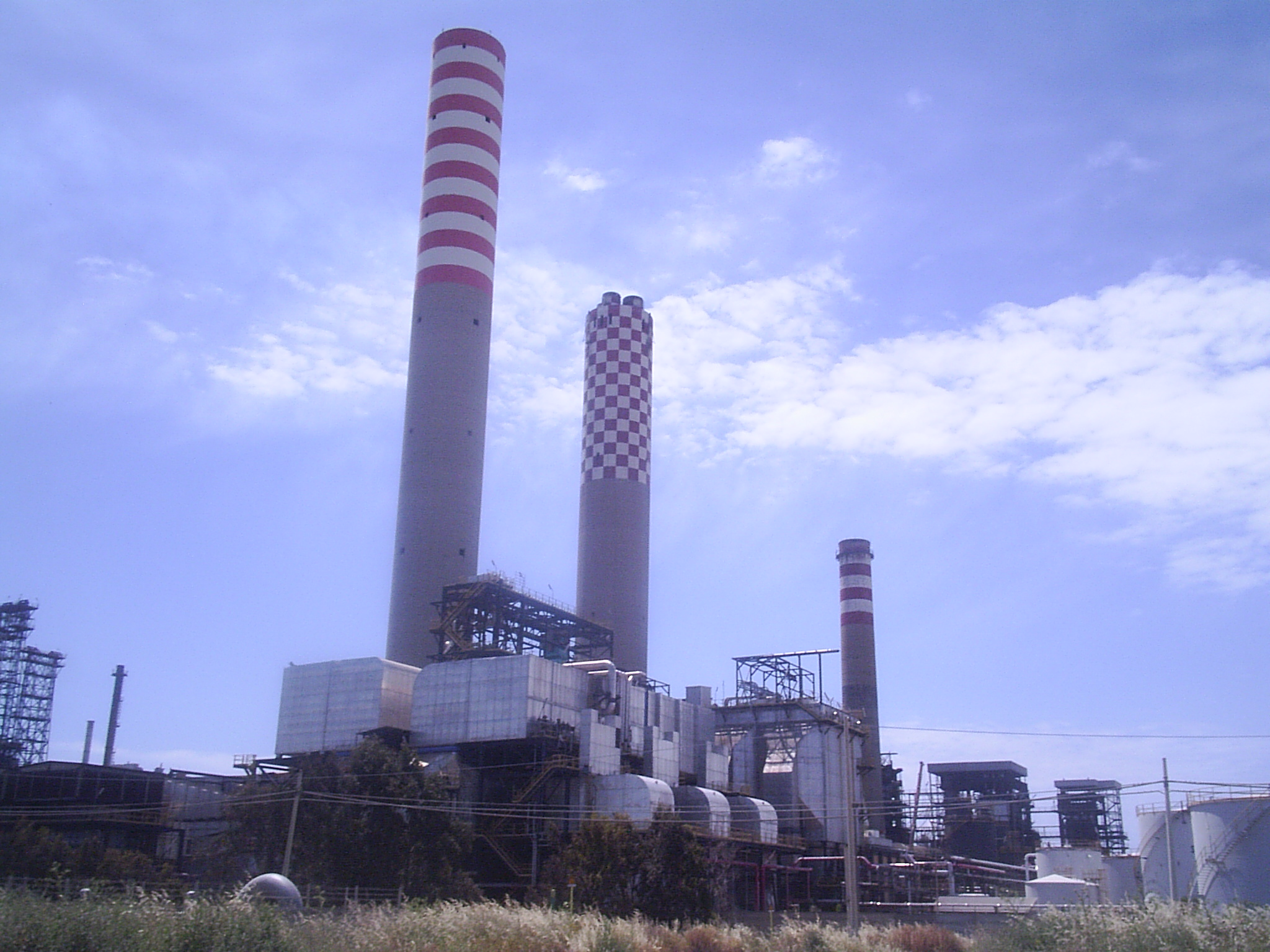
Vue du site pétrochimique de Gela, anciennement ANIC

Avec l'arrivée d'Enrico Mattei à la tête de l'Agip, ANIC a engagé la construction du site de Ravenne dont le projet avait été étudié mais était resté en suspens. Il sera mis en service en 1958 pour produire précisément des engrais agricoles : carbamide et nitrate d'ammonium mais avec le projet de produire aussi des élastomères.
En 1959, à Gela en Sicile, avec l'aide de Sofid (Società Finanziaria Idrocarburi), l'investissement dans le Pôle pétrochimique de Gela fut de l'ordre de 100 milliards de £ires (valeur 1959 soit 52 milliards € valeur 2014). L'établissement a été principalement destiné au raffinage d'une capacité de 3 millions de tonnes par an de pétrole brut.

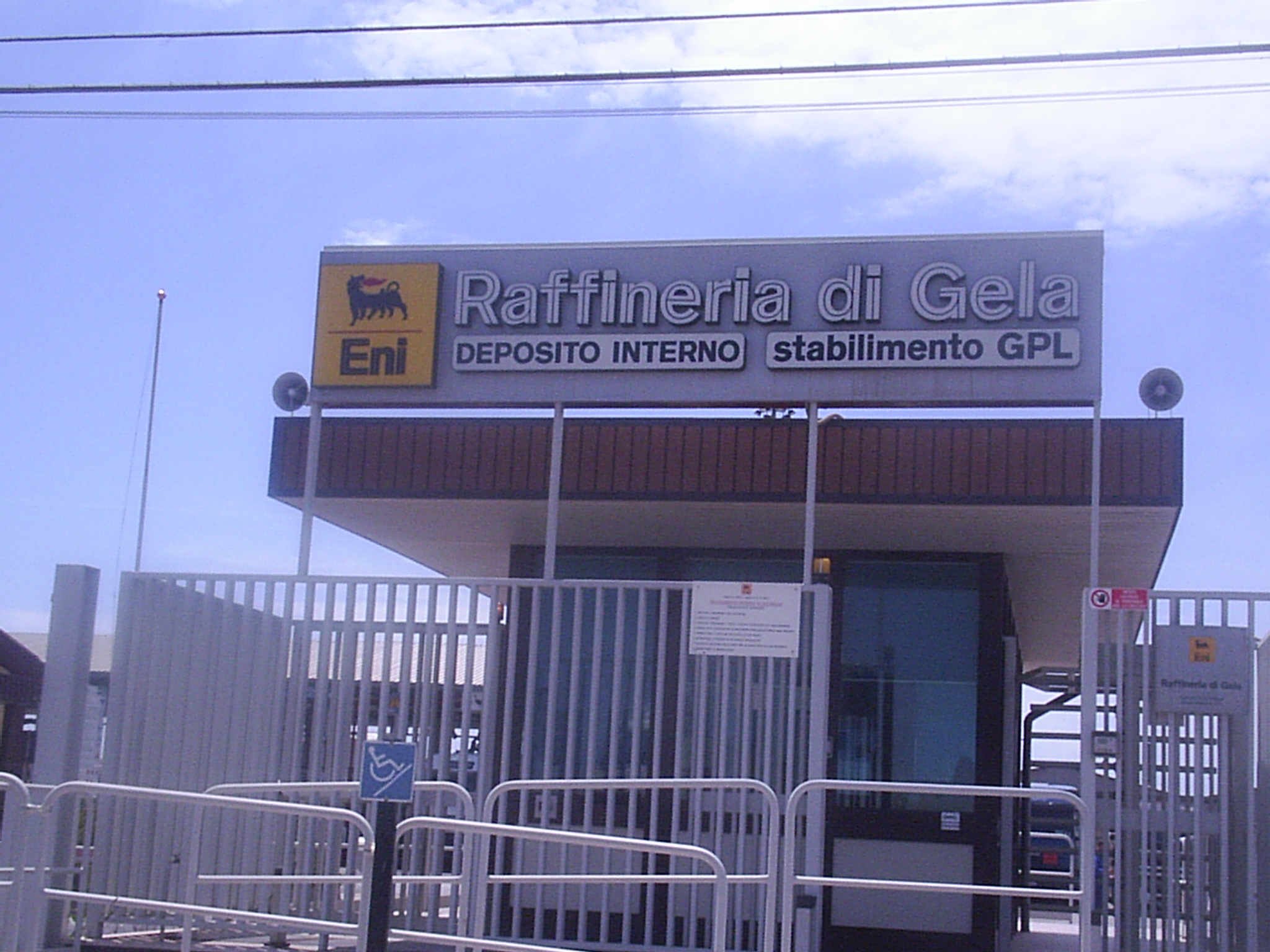
Entrée de la raffinerie de Gela

Peu de temps après ont été inaugurés les sites de Pisticci en 1962 pour la production de méthanol et de fibres synthétiques et de Manfredonia destiné uniquement à la production d'engrais. 
La direction de la division raffinage était assurée par l'ingénieur Carlo Bardone qui avait de fortes compétences dont cinq années sur des sites à l'étranger. En 1963, il lança la construction, sur le modèle de Gela, d'une raffinerie à Sannazzaro de' Burgondi dans la province de Pavie. Il fera également doubler les sites de Ravenne, Gela et Pisticci et, en 1969 ANIC investira en Sardaigne avec la prise d'une participation majoritaire dans la société Saras Chimica qui disposait d'une grande unité chimique à Sarroch.
La pression des forces politiques de l'époque, qui ont soutenu ces investissements lourds, ont incité ANIC à ne pas créer son propre réseau de distribution mais d'utiliser celui déjà existant de Federconsorzi, réseau agricole très dense et reposant sur une organisation par province, les consorzi agrari, associations agricoles largement présentes dans tout le pays.

## La crise et la réorganisation
En 1980, après la grande crise qui a frappé toute l'industrie pétrochimique mondiale durant toute la décennie 1970, la loi 784 engendrera de fait un duopole dans l'industrie chimique italienne avec un pôle public sous la coupe de l'ENI qui comprenait ANIC, le solde des sites du groupe SIR (it)-Rumianca (it) et Liquichimica et un pôle privé regroupé autour de Montedison. En 1981, ENI présente un plan de réorganisation de ses activités à la suite de l'intégration du groupe SIR-Rumianca et crée la société EniChimica SpA qui sera renommée EniChem en 1983 après intégration des sociétés filiales du groupe ANIC ainsi que les nouvelles entreprises acquises depuis. ANIC changera son nom pour devenir Anic Partecipazioni SpA qui, en 1984 sera intégrée dans la nouvelle société EniChem Anic SpA.